# Rally de Catalunya

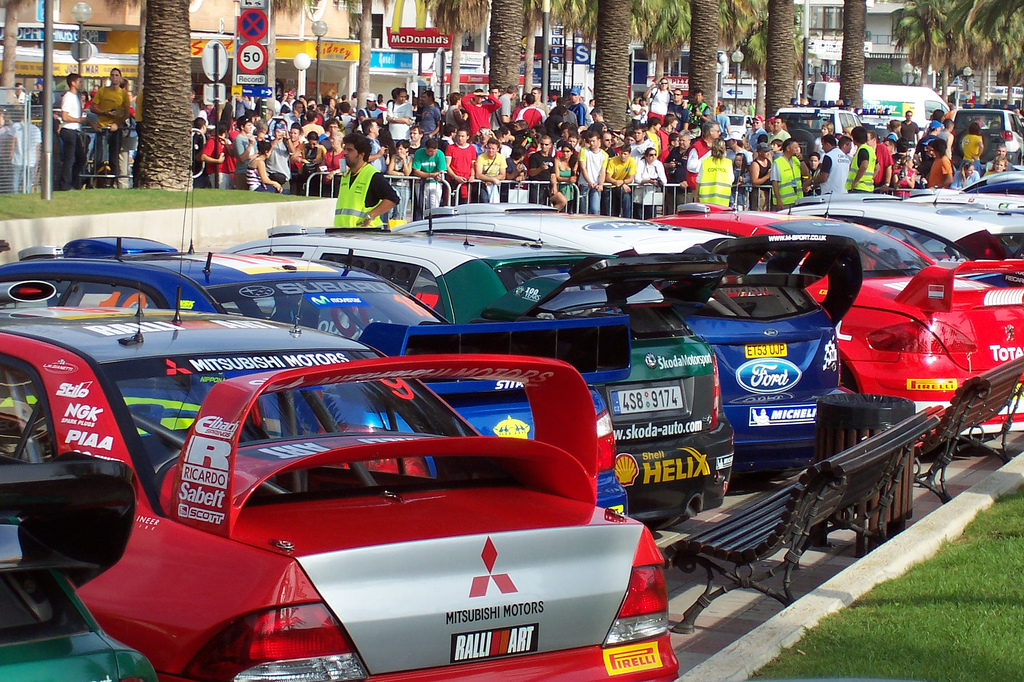
WRC-bilar under 2005 års tävling.

Rally de Catalunya (tidigare Rallye Catalunya) är en rallytävling och deltävling i Rally-VM (WRC) med bas i kuststaden Salou i Katalonien.
Det har på senare år burit det officiella namnet RallyRACC Catalunya – Rally de España.

## Historik
Tävlingen arrangerades första gången 1957, och från och med 1975 var den del av det europeiska rallymästerskapet.
Första året Katalanska rallyt blev del av rally-VM var 1991. Då avgjordes tävlingen på Costa Brava kring Lloret de Mar.
2002 flyttade tävlingen till söder om Barcelona, med Salou som tävlingscentrum. Efter att inledningsvis ha varit ett rent asfaltsrally, tävlas det sedan 2010 på omväxlande asfalt och andra underlag (inklusive grusvägar).
Den mest segerrike föraren i Rally de Catalunya är Sébastien Loeb, med segrar åtta år i följd 2005–12. Han återkom 2018 med vinst i rallyt – hans första VM-rallyvinst på fem år.

## Karaktär
Rally de Catalunya är det (anno 2019) enda VM-rallyt som avgörs på blandat underlag (asfalt och grus). Det tre dagar långa rallyt innehåller åtminstone en dag med i första hand sträckor på grusunderlag.

## Vinnare sedan 1991
| År   | Rally                                               | Vinnare                                | Bil                                                  |
| ---- | --------------------------------------------------- | -------------------------------------- | ---------------------------------------------------- |
| 1991 | 27º Rallye Catalunya-Costa Brava (Rallye de España) | Armin Schwarz · Arne Hertz             | Toyota Celica GT-Four 4WD Toyota Team Europe         |
| 1992 | 28º Rallye Catalunya-Costa Brava (Rallye de España) | Carlos Sainz · Luis Moya               | Toyota Celica Turbo 4WD Toyota Team Europe           |
| 1993 | 29º Rallye Catalunya-Costa Brava (Rallye de España) | François Delecour · Daniel Grataloup   | Ford Escort RS Cosworth Ford Motor Co                |
| 1994 | 30º Rallye Catalunya-Costa Brava (Rallye de España) | Enrico Bertone · Massimo Chiapponi     | Toyota Celica Turbo 4WD HF Grifone                   |
| 1995 | 31º Rallye Catalunya-Costa Brava (Rallye de España) | Carlos Sainz · Luís Moya               | Subaru Impreza 555 555 Subaru World Rally Team       |
| 1996 | 32º Rallye Catalunya-Costa Brava (Rallye de España) | Colin McRae · Derek Ringer             | Subaru Impreza 555 555 Subaru World Rally Team       |
| 1997 | 33º Rallye Catalunya-Costa Brava (Rallye de España) | Tommi Mäkinen · Seppo Harjanne         | Mitsubishi Lancer Evo IV Team Mitsubishi Ralliart    |
| 1998 | 34º Rallye Catalunya-Costa Brava (Rallye de España) | Didier Auriol · Denis Giraudet         | Toyota Corolla WRC Toyota Castrol Team               |
| 1999 | 35º Rallye Catalunya-Costa Brava                    | Philippe Bugalski · Jean-Paul Chiaroni | Citroën Xsara Kit Car Citroën Total World Rally Team |
| 2000 | 36º Rallye Catalunya-Costa Brava (Rallye de España) | Colin McRae · Nicky Grist              | Ford Focus RS WRC M-Sport Ford Motor Co              |
| 2001 | 37º Rallye Catalunya-Costa Brava (Rallye de España) | Didier Auriol · Denis Giraudet         | Peugeot 206 WRC Peugeot Total World Rally Team       |
| 2002 | 38º Rallye Catalunya-Costa Brava (Rallye de España) | Gilles Panizzi · Herve Panizzi         | Peugeot 206 WRC Peugeot Total World Rally Team       |
| 2003 | 39º Rallye Catalunya-Costa Brava (Rallye de España) | Gilles Panizzi · Hervé Panizzi         | Peugeot 206 WRC Peugeot Total World Rally Team       |
| 2004 | 40º Rallye Catalunya-Costa Brava (Rallye de España) | Markko Märtin · Michael Park           | Ford Focus RS WRC 04 M-Sport Ford Motor Co           |
| 2005 | 41º Rally RACC Catalunya - Costa Daurada            | Sébastien Loeb · Daniel Elena          | Citroën Xsara WRC Citroën Total World Rally Team     |
| 2006 | 42º Rally RACC Catalunya - Costa Daurada            | Sébastien Loeb · Daniel Elena          | Citroën Xsara WRC Kronos Total Citroën               |
| 2007 | 43º Rally RACC Catalunya - Costa Daurada            | Sébastien Loeb · Daniel Elena          | Citroën C4 WRC Citroën Total World Rally Team        |
| 2008 | 44º Rally RACC Catalunya - Costa Daurada            | Sébastien Loeb · Daniel Elena          | Citroën C4 WRC Citroën Total World Rally Team        |
| 2009 | 45º Rally RACC Catalunya - Costa Daurada            | Sébastien Loeb · Daniel Elena          | Citroën C4 WRC Citroën Total World Rally Team        |
| 2010 | 46º Rally RACC Catalunya - Costa Daurada            | Sébastien Loeb · Daniel Elena          | Citroën C4 WRC Citroën Total World Rally Team        |
| 2011 | 47º Rally RACC Catalunya - Costa Daurada            | Sébastien Loeb · Daniel Elena          | Citroën DS3 WRC Citroën Total World Rally Team       |
| 2012 | 48º Rally RACC Catalunya - Costa Daurada            | Sébastien Loeb · Daniel Elena          | Citroën DS3 WRC Citroën Total World Rally Team       |
| 2013 | 49º Rally RACC Catalunya - Costa Daurada            | Sébastien Ogier · Julien Ingrassia     | Volkswagen Polo R WRC Volkswagen Motorsport          |
| 2014 | 50º Rally RACC Catalunya - Costa Daurada            | Sébastien Ogier · Julien Ingrassia     | Volkswagen Polo R WRC Volkswagen Motorsport          |
| 2015 | 51º Rally RACC Catalunya - Costa Daurada            | Andreas Mikkelsen · Ola Fløene         | Volkswagen Polo R WRC Volkswagen Motorsport          |
| 2016 | 52º Rally RACC Catalunya - Costa Daurada            | Sébastien Ogier · Julien Ingrassia     | Volkswagen Polo R WRC Volkswagen Motorsport          |
| 2017 | 53º Rally RACC Catalunya - Costa Daurada            | Kris Meeke · Paul Nagle                | Citroën C3 WRC Citroën Total World Rally Team        |
| 2018 | 54º Rally RACC Catalunya - Costa Daurada            | Sébastien Loeb · Daniel Elena          | Citroën C3 WRC Citroën Total World Rally Team        |
| 2019 | 55º Rally RACC Catalunya - Costa Daurada            | Thierry Neuville · Nicolas Gilsoul     | Hyundai i20 WRC Hyundai Shell WRT                    |
| 2020 | Inställt pga. Covid-19-pandemin.                    | Inställt pga. Covid-19-pandemin.       | Inställt pga. Covid-19-pandemin.                     |
| 2021 | 56º Rally RACC Catalunya - Costa Daurada            | Thierry Neuville · Martijn Wydaeghel   | Hyundai i20 Coupe WRC                                |
| 2022 | 57º Rally RACC Catalunya - Costa Daurada            | Sébastien Ogier · Benjamin Veillas     | Toyota GR Yaris Rally1                               |

¹ 1994 års rally räknades bara i 2-Litre World Cup